# شیشه لمینیت

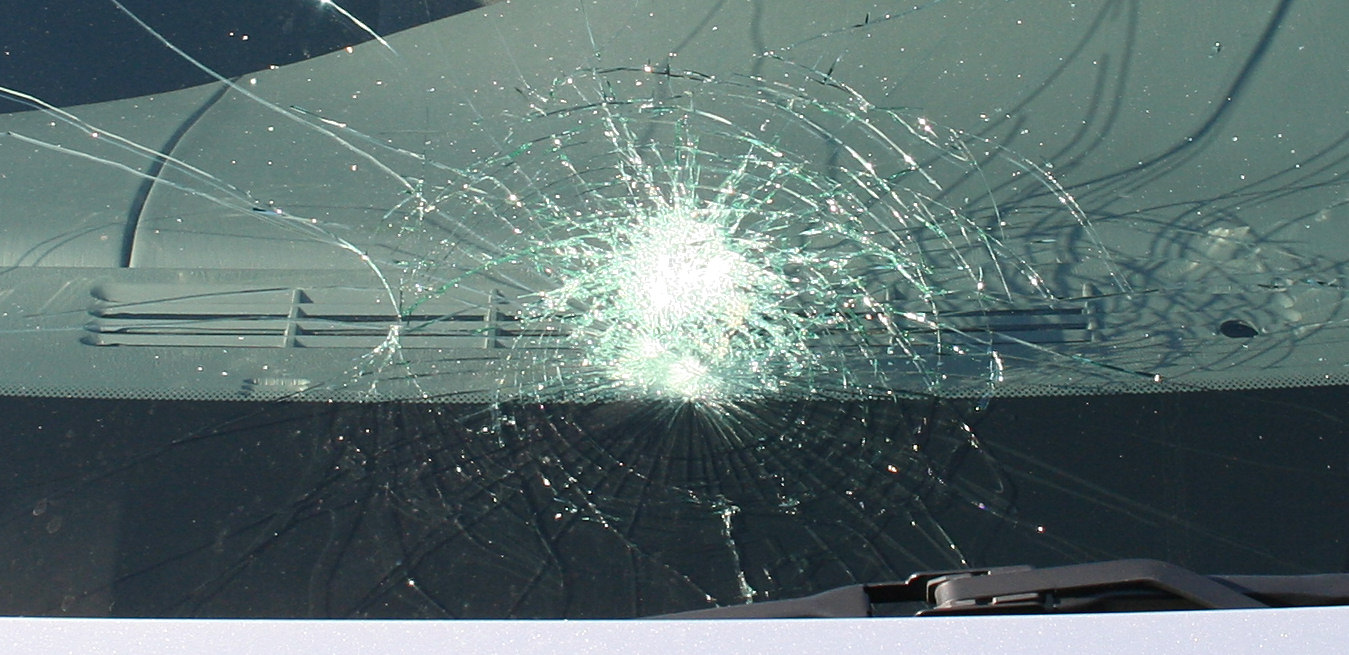
شیشه لمینیت جلوی ماشین که شکسته‌است.

شیشه لمینیت، نوعی شیشهٔ ایمنی است که تکه‌های آن هنگام خرد شدن، به هم می‌چسبد. این شیشه در صورت شکستن، توسط یک بین‌لایه‌ای (که عموماً از جنس پلی وینیل بوتیرال (PVB)، اتیلن وینیل استات (EVA) یا پلی اورتان ترموپلاستیک (TPU)است)، میان دو یا چند لایهٔ شیشه‌ای اصلی خود، سر جایش نگه داشته می‌شود. بخش بین‌لایه‌ای حتی در هنگام شکسته شدن، لایه‌های شیشهٔ اصلی را بهم پیوسته نگه می‌دارد و استحکام بالای آن، از تجزیهٔ شیشه به قطعات تیز بزرگ جلوگیری می‌کند. وقتی شدت ضربهٔ وارد شده برای سوراخ شدن کامل شیشه کافی نباشد، یک الگوی ترک خوردگی مشخص همانند «تار عنکبوت» ایجاد می‌کند. در مورد EVA می‌توان گفت که ترموست EVA، اتصال کاملی (پیوند عرضی) با مواد مختلف اعم از شیشه، پلی کربنات، PET یا انواع دیگر محصولات را ایجاد می‌کند. TPU، بهترین انتخاب برای شیشه مقاوم در برابر گلوله و به اصطلاح، نوعی E-Glass (شیشه هوشمند)است.
از شیشه‌های چند لایه (لمینیت)، به‌طور معمول در مواقعی که در صورت خرد شدن شیشه، احتمال برخورد تکه‌های آن با انسان وجود دارد و همچنین برای کاربردهای معماری، استفاده می‌شود. در شیشه‌های پنجره سقفی (سان روف) و همچنین شیشه جلو (بادگیر) اتومبیل، معمولاً از شیشه‌های چند لایه استفاده می‌کنند. در مناطق جغرافیایی که نیاز به ساخت و ساز مقاوم در برابر طوفان دارند، شیشه‌های چند لایه، اغلب در ویترین فروشگاه‌های خارجی و پنجره‌ها استفاده می‌شود.
همچنین از شیشه‌های چند لایه برای افزایش درجه عایق صوتی یک پنجره استفاده می‌شود؛ به گونه‌ای که استفاده از این شیشه‌ها، میزان میرایی صدا را در مقایسه با شیشه‌های یکپارچه با ضخامت یکسان، بهبود می‌بخشد. برای این منظور، از ترکیب ویژه "آکوستیک PVB"، به عنوان مادهٔ بین لایه‌ای استفاده می‌شود. در مورد مواد EVA، هیچ ماده صوتی اضافی مورد نیاز نیست چراکه EVA، خود خاصیت عایق صدا را به‌طور مطلوب فراهم می‌کند.
TPU یک ماده الاستیک است؛ بنابراین جذب و قطع صدا، ذاتاً ماهیت آن است. خاصیت دیگر شیشه‌های چند لایه برای پنجره‌ها این است که یک لایهٔ کافی و مناسب از بین‌لایه‌ای TPU, PVB یا EVA، می‌تواند تقریباً تمام اشعه ماوراء بنفش را مسدود کند. به عنوان مثال یک ترموست EVA می‌تواند ۹۹٫۹٪ از کل اشعه UV را مسدود کند.

## تاریخچه
در سال ۱۹۰۲، شرکت فرانسوی Le Carbone حق ثبت اختراع پوشش دهی اشیا شیشه‌ای با سلولوئید را به دست آورد تا آنها را در معرض ترک و شکستگی کمتری قرار دهد.
شیشهٔ چند لایه در سال ۱۹۰۳، توسط شیمی‌دان فرانسوی Édouard Bénédictus (1878-1930) و با الهام از یک حادثه آزمایشگاهی اختراع شد. یک فلاسک شیشه‌ای با نیترات سلولز پلاستیک پوشانده شده بود و هنگامی که به زمین افتاد، شکسته شد اما خرد و تکه‌تکه نشد. با این حال، در سال ۱۹۰۹ بود که Bénédictus پس از شنیدن خبر تصادف اتومبیل که در آن، دو زن در اثر تکه‌های خرد شدهٔ شیشه به شدت زخمی شدند، اختراعش را ثبت کرد. در سال ۱۹۱۱، او Société du Verre Triplex را ساخت که یک کامپوزیت پلاستیکی- شیشه ای بود تا آسیب‌های ناشی از تصادفات رانندگی را کاهش دهد. تولید شیشه Triplex کند و پر دردسر بود و همین مسئله باعث گرانی آن شد. اگرچه این اختراع بلافاصله و به‌طور گسترده توسط سازندگان اتومبیل مورد استفاده قرار نگرفت اما در طول جنگ جهانی اول از شیشه‌های چند لایه، در چشمی ماسک‌های گاز استفاده شد. در سال ۱۹۱۲، پروسه کار به شرکت شیشهٔ ایمنی انگلیس Triplex صادر شد. متعاقباً، در ایالات متحده نیز، دو شرکت Libbey Owens-Ford و Du Pont de Nemours با همکاری Pittsburg Plate اقدام به تولید Triplex کردند.
در همین حال، در سال ۱۹۰۵، جان کرو وود (John Crewe Wood)، وکیلی در شهر سویندون ویلتشایر کشور انگلستان، شیشهٔ چند لایه‌ای را برای استفاده به عنوان شیشهٔ جلوی اتومبیل ثبت اختراع کرد. لایه‌های این شیشه توسط موم کانادایی (Canada balsam) به هم پیوند خورده بود. در سال ۱۹۰۶، او شرکت Safety Motor Screen را برای تولید و فروش محصول خود تأسیس کرد.
در سال ۱۹۲۷، شیمی دانان کانادایی، هوارد دبلیو ماتسون (Howard W. Matheson)و فردریک دبلیو اسکیرو (Frederick W. Skirrow)، پلاستیک پلی وینیل بوتیرال (PVB) را اختراع کردند. در سال ۱۹۳۶، شرکت‌های ایالات متحده کشف کردند که «شیشه ایمنی» ورقه ورقه ای متشکل از یک لایه پلی وینیل بوتیرال بین دو لایه شیشه، تغییر رنگ نمی‌یابد و به راحتی در هنگام حوادث نفوذ نمی‌پذیرد. در عرض پنج سال، شیشه ایمنی جدید، عملاً جایگزین نمونه قبلی خود شده بود.
در قانون ترافیک جاده ای سال ۱۹۳۰، پارلمان انگلیس خودروهای جدید را ملزم به استفاده از «شیشه ایمنی» در قسمت شیشهٔ جلو کرد.
تا سال ۱۹۳۹، هر ساله حدود ۶۰۰۰۰۰ فوت مربع (۵۶۰۰۰ مترمربع) شیشه ایمنی "Indestructo" در وسایل نقلیهٔ تولید شده در کارخانه فورد موتورز (Ford Motors)در داگنهام انگلیس استفاده می‌شد. شیشه ایمنی "Indestructo" توسط شرکت British Indestructo Glass Ltd. of London. تولید شده بود. این شیشه‌ها، شیشه‌های چند لایه ای بود که توسط شرکت فورد موتورز در سال ۱۹۳۹ مورد استفاده قرار گرفت؛ زیرا "از آن‌ها، محافظت کاملتری می‌کند. هم چنین، علاوه بر ضد زنگ بودن، نوعی کریستال شفاف است و رنگ پذیر دائمی نیست". این نقل قول، اشاره به برخی از مسائل فنی، مشکلات و نگرانی‌هایی دارد که بلافاصله پس از اختراع شیشه‌های لمینت، از استفادهٔ گستردهٔ آن‌ها در خودرو جلوگیری کرد.
شیشه‌های چند لایه مدرن، از اتصال دو یا چند لایه شیشهٔ بازپخت شدهٔ معمولی (یا شیشهٔ عملیات حرارتی شده) به همراه بین لایه ای پلاستیکی، معمولاً پلی وینیل بوتیرال، پلی اورتان ترموپلاستیک (TPU) یا اتیلن-وینیل استات (EVA) تولید می‌شود. بین لایه ای پلاستیکی، توسط لایه‌های شیشه ساندویچ (فشرده) می‌شود که این فرایند یا از طریق عبور از میان یک سری غلتک صورت می‌گیرد یا از سیستم کورهٔ تحت خلأ یا اتوکلاو (برای خارج کردن هرگونه تودهٔ هوا) در آن استفاده می‌شود. سپس آن را گرم می‌کنند تا ذوب اولیه ایجاد شود. سپس، این ساختارها تحت فشار در اتوکلاو یا کوره گرم می‌شوند تا محصول فشرده شده نهایی حاصل شود (در مورد ترموست EVA، کاملاً بهم پیوند بخورد). رنگ بالای شیشه‌های جلو اتومبیل ناشی از PVB است. هم چنین، برای به‌دست آوردن یک شیشهٔ رنگی، می‌توان فیلم‌های رنگی PET را در طی مراحل فشرده سازی، با ماده EVA ترموست ترکیب کرد. در حال حاضر، چاپ دیجیتال برای کاربردهای معماری با استفاده از چاپ مستقیم روی شیشه و سپس ورقه ورقه کردن یا چاپ مستقیم در PVB در دسترس است. تصاویر کامل CMYK را می‌توان قبل از فرایند اتوکلاو، در لایه‌های داخلی چاپ کرد و تصاویر شفاف واضحی را ارائه داد. این فرایند چندین سال است که در صنایع معماری، طراحی داخلی و علامت گذاری رایج شده‌است.
هنگامی که یک EVA ترموست به درستی در طول فرایند ورقه ورقه شود، شیشه می‌تواند بدون قاب (محافظ) مورد استفاده قرار گیرد و در این صورت، هیچ نفوذ آب / رطوبتی وجود نخواهد داشت، شاخص زرد شدن بسیار پایین است و نباید لایه لایه شدگی از بین رود (به دلیل سطح بالای اتصال (پیوند عرضی)).

## مشخصات فنی
یک آرایش معمول شیشهٔ لمینیت این گونه است: یک لایه شیشهٔ ۲٫۵ میلی‌متری، یک بین لایه ای ۰/۳۸ میلی‌متری و مجدداً یک لایه شیشه ی۲٫۵ میلی‌متری. این ترکیب، محصول نهایی را می‌دهد که می‌توان از آن به عنوان شیشهٔ چند لایه ۵٫۳۸ نام برد.
افزایش تعداد لایه‌ها در شیشه‌های لمینت و ضخیم‌تر شدن شیشه، باعث افزایش مقاومت آن می‌شود. شیشه‌های ضدگلوله، معمولاً با استفاده از پلی کربنات، مواد ترموپلاستیک، ترموست EVA و لایه‌های متعددی از شیشهٔ چند لایه ساخته می‌شوند. هم چنین، نوعی شیشهٔ مشابه به عنوان شیشهٔ جلو و کناری کابین خلبان در هواپیماهای مسافربری استفاده می‌شود. این شیشه، اغلب شامل سه قطعه شیشه سخت ۴ میلی‌متری به همراه بین لایه ای PVB به ضخامت ۲٫۶ میلی‌متر در بین آن‌ها است. این یکی از آرایش‌هایی است که برای پنجره‌های جانبی کابین خلبان بوئینگ ۷۴۷ استفاده می‌شود. شیشه جلو ی اتومبیل BAC / SAF Concorde دارای ۴ لایه شیشه و ۳ بین لایه ای PVB با ضخامت کل ۳۸ میلی‌متر است.
پیشرفت‌های جدید علمی، باعث افزایش خانواده ترموپلاستیک‌ها برای کاربرد در شیشهٔ لمینت شده‌است. امروزه علاوه بر PVB، مواد مهم گرمانرمی از جمله اتیلن-وینیل استات (EVA), ترموست اتیلن-وینیل استات (EVA) و پلی اورتان ترموپلاستیک (TPU) وجود دارند. چسبندگی TPU نه تنها در برابر شیشه، بلکه در لایه‌های پلیمری نیز زیاد است. از سال ۲۰۰۴، بین لایه ای‌های پلی اتیلن ترفتالات فلزی و رسانای الکتریکی (PET)، به عنوان بستری برای دیودهای ساطع کننده نور و نیز مادهٔ بین لایه ای در شیشه‌های لمینت استفاده می‌شود. لایه‌های رنگی را می‌توان برای ایجاد یک رنگ شفاف دائمی برای یک صفحه شیشه ای چند لایه اضافه کرد. برای ایجاد پانلی که هنگام عبور جریان الکتریکی کوچکی از قسمت بین لایه ای، شفاف و هنگام قطع جریان کدر (اپک) باشد، می‌توان بین لایه ای تغییرپذیری را نیز اضافه کرد. این کاربرد، معمولاً به عنوان شیشهٔ حریم خصوصی شناخته می‌شود.
- لایه بالایی: شیشه ای
- لایه بین لایه: مواد ترموپلاستیک شفاف (TPU یا PVB , EVA) یا مواد ترموست شفاف (EVA)
- لایه بین لایه: LED (دیودهای ساطع کننده نور) بر روی پلیمر رسانای شفاف
- لایه بین لایه: مواد ترموپلاستیک شفاف (TPU یا PVB , EVA) یا مواد ترموست شفاف (EVA)
- لایه پایین: شیشه

هم چنین، از شیشه‌های چند لایه، گاهی در مجسمه‌های شیشه ای و به‌طور گسترده‌تر، در کاربردهای معماری استفاده قرار می‌شود.

## فرایند ساخت
چندین فرایند تولید شیشهٔ چند لایه وجود دارد:
1. استفاده از دو یا چند لایه شیشه که توسط یک یا چند لایه چسب پیوند خورده‌است؛ مانند PVB یا EVA. سپس استفادهٔ همزمان از گرما و فشار.
2. استفاده از دو یا چند لایه شیشه و پلی کربنات که با پلی اورتان آلیفاتیک (TPU) یا EVA که تحت حرارت و فشار همزمان، به هم متصل شده‌اند.
3. استفاده از یک رزین پخت (کیور) شده یا EVA به عنوان بین لایه ای

## برش دادن
لایه‌های پلاستیکی موجود در شیشه‌های چند لایه، برش آن را دشوار می‌کند. در این خصوص، روشی غیر ایمن وجود دارد؛ بدین صورت که هر دو طرف را جداگانه برش می‌دهند، مایعی قابل اشتعال مانند الکل دناتوره شده را درون ترک ایجاد شده می‌ریزند و آن را آتش می‌زنند تا بین لایه ای ذوب شده و قطعات جدا شود. با این حال، روش‌های ایمنی هم وجود دارد. در این رابطه، موارد زیر توسط مجری بهداشت و ایمنی دولت انگلستان در سال ۲۰۰۵ توصیه شده‌است:
- میزهای مخصوص برش لمینت
- قاب اره ای عمودی شکل مایل
- لامپ یا دمنده هوای گرم
- واترجت ساینده با فشار قوی

## تعمیر
مطابق بخشنامهٔ انجمن ملی تعمیر شیشه جلو ی اتومبیل ایالات متحده، ترمیم شیشه‌های چند لایه در آسیب دیدگی‌های جزئی، با استفاده از فرایندی که شامل سوراخکاری در شیشه شکسته برای رسیدن به لایه لمینیت است، امکان‌پذیر است. در این رابطه، رزین چسبنده شفاف ویژه ای، تحت فشار تزریق می‌شود و سپس با نور فرابنفش به آرامی و تا دماهای نه چندان بالا حرارت داده می‌شود (اصطلاحا کیور می‌شود). اگر این فرایند به درستی انجام شود، استحکام و وضوح برای اکثر اهداف مربوط به ایمنی، به اندازه کافی بازیابی می‌شود. این فرایند، به‌طور گسترده‌ای برای تعمیر شیشه‌های اتومبیل بزرگ صنعتی استفاده می‌شود تادر آن‌ها، آسیب ایجاد شده، دید راننده را مختل نکند.

## امحا و بازیافت
با اجرای بخشنامه وسایل نقلیه اسقاطی (ELV)در اکثر کشورهای اروپایی، دفع زباله‌های شیشه لمینیت، دیگر در محل دفن زباله‌های معمولی مجاز نیست. مطالعه ای که توسط دانشگاه شیشهٔ سوری و پیلکینگتون (University of Surrey and Pilkington Glass) انجام شده‌است، پیشنهاد می‌کند که شیشه‌های ورقه ای زائد، در یک دستگاه جدا کننده مانند آسیاب غلتکی که در آن، شیشه، تکه‌تکه شده و خرده شیشه‌های بزرگتر، به صورت مکانیکی از فیلم داخلی جدا می‌شود، ریخته شود. سپس با استفاده از گرما، پلاستیک ورقه ای (معمولاً پلی وینیل بوتیرال (PVB)) ذوب می‌شود و بازیافت شیشه و فیلم داخلی را امکان‌پذیر می‌کند. فرایند بازیافت PVB، یک روش ساده برای ذوب و تغییر شکل آن است. هم چنین، بازیافت TPU به عنوان پلاستیک‌های غیر پیوند خورده، معمولاً به آسانی انجام می‌شود.

## هم چنین ببینید
- شیشه چقرمه
- فیلم LED
- شیشه کامپوزیت